# Bois de balai
Memecylon confusum
Ne doit pas être confondu avec Bois balai.
Espèce
Classification APG III (2009)
Le bois de balai (Memecylon confusum) est une espèce de plantes à fleurs de la famille des mémécylacées ou des mélastomatacées, selon la classification phylogénétique. Elle est endémique de l'île de La Réunion, département d'outre-mer français dans le sud-ouest de l'océan Indien.